# Aenictus abeillei
Aenictus abeillei är en myrart som först beskrevs av Andre 1886.  Aenictus abeillei ingår i släktet Aenictus och familjen myror. Inga underarter finns listade i Catalogue of Life.

## Bildgalleri